# Limnia setosa
Limnia setosa är en tvåvingeart som beskrevs av Kôji Yano 1978. Limnia setosa ingår i släktet Limnia och familjen kärrflugor. Inga underarter finns listade i Catalogue of Life.